# Allobaccha amphitoe
Allobaccha amphitoe là một loài ruồi trong họ Ruồi giả ong (Syrphidae). Loài này được Walker mô tả khoa học đầu tiên năm 1849. Allobaccha amphitoe phân bố ở miền Đông phương